# 那勒寺镇
那勒寺镇，是中华人民共和国甘肃省临夏回族自治州东乡族自治县下辖的一个乡镇级行政单位。

## 行政区划
那勒寺镇下辖以下地区：
那勒寺村、南门村、三甲村、瓦房村、黑庄村、杨家沟村、上哈力村、达板空村、巴哈松村、黄牟家村、郭泥沟村、祖祖村、和和土村、李牙村和大树村。